# Hliðskjálf
Hliðskjálf (норв. Хлидскьяльв, название трона Одина) — шестой студийный альбом сольного норвежского проекта Варга Викернеса Burzum, вышедший в 1999 году.

## Об альбоме
Как и предыдущий альбом Dauði Baldrs, он был записан, когда единственный участник Burzum Варг Викернес сидел в тюрьме за убийство Евронимуса и поджоги церквей. Викернесу не разрешили использовать никакие музыкальные инструменты, кроме синтезатора, и альбом представляет собой образец минималистического эмбиента.
Названия песен взяты из германо-скандинавской мифологии. Туисто — это легендарный прародитель германцев, Нерта — германская богиня плодородия (оба упоминаются у Тацита). Фригг и Вотан (Один) — одни из наиболее значимых богов скандинавского пантеона. Фрейя — в германо-скандинавской мифологии богиня любви и войны, жительница Асгарда. Хаднур (Хёд) — сын Одина, слепой. Из-за козней Локи убивает своего брата Бальдра.

## Список композиций
| №  | Название                                                 | Длительность |
| -- | -------------------------------------------------------- | ------------ |
| 1. | «Tuistos Herz» («Сердце Туисто»)                         | 6:13         |
| 2. | «Der Tod Wuotans» («Смерть Вотана»)                      | 6:43         |
| 3. | «Ansuzgardaraiwô» («Воины Ансуцгарда»)                   | 4:28         |
| 4. | «Die Liebe Nerþus'» («Любовь Нерты»)                     | 2:14         |
| 5. | «Frijôs einsames Trauern» («Скорбь Фригг в одиночестве») | 6:15         |
| 6. | «Einfühlungsvermögen» («Сила сопереживания»)             | 3:55         |
| 7. | «Frijôs goldene Tränen» («Золотые слёзы Фрейи»)          | 2:38         |
| 8. | «Der weinende Hadnur» («Плач Хаднура»)                   | 1:16         |

## Участники записи
- Варг Викернес — синтезатор